# Hardouinia florealis
Hardounia Florealis é uma espécie extinta de bolacha-da-praia.